# Bounty (chocolate)

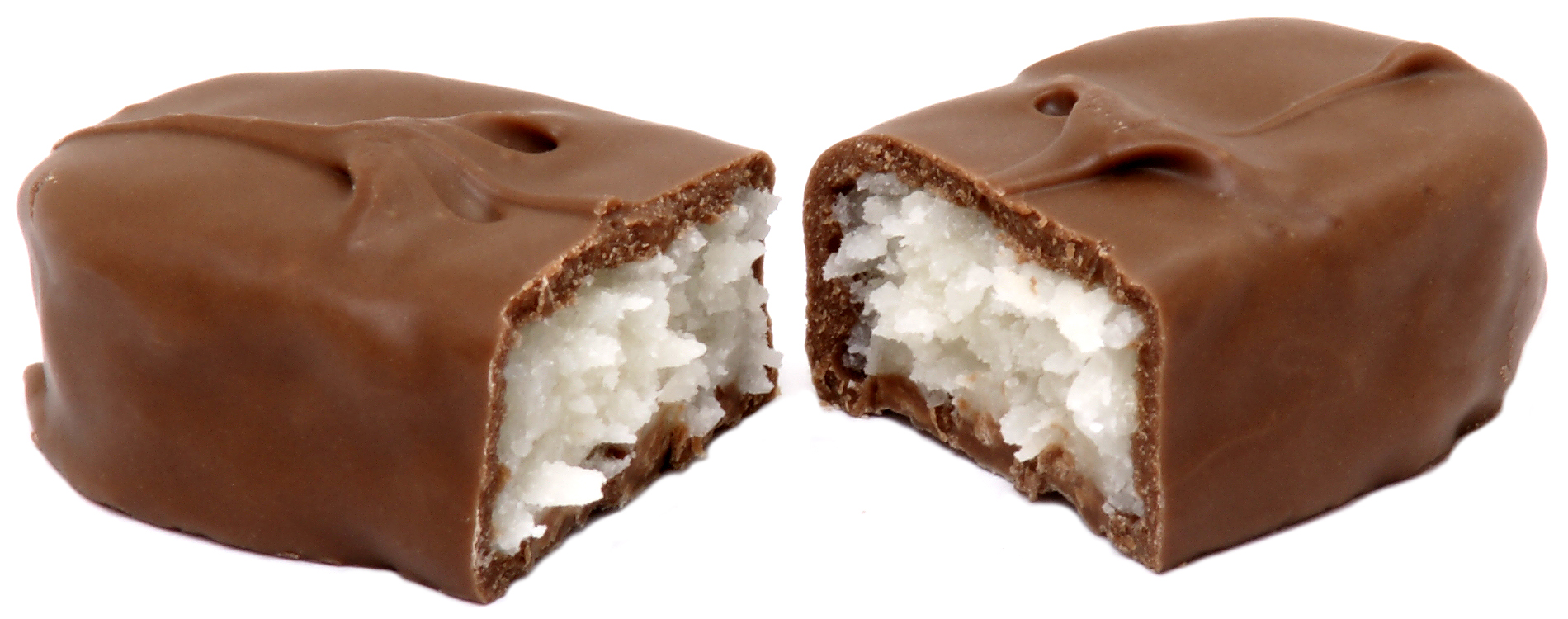
Un Bounty partido en 2 trozos.

Bounty (en inglés "botín", "recompensa") es una barrita de chocolate con relleno de coco recubierto de chocolate.
Su publicidad televisiva ha tendido a vincular el producto a playas tropicales con cocoteros. La Isla Saona, en República Dominicana, se ha utilizado para algunos de estos anuncios.

## Variedades
Hay diferentes variedades de Bounty. La más conocida es la barrita de chocolate, con chocolate con leche (envoltorio azul) o con chocolate amargo (envoltorio rojo). Entre 2004 y 2005 hubo en algunos países europeos una versión llamada Bounty Mango, en el que a la masa de coco recubierta de chocolate con leche se le añadieron trocitos de mango secos. También se puede encontrar Bounty en formato de helado en diferentes tamaños, así como crema de yogur.